# Rete tranviaria di Pisa
La rete tranviaria di Pisa, attiva fra il 1912 e il 1952, rappresentò ai tempi uno strumento di forte modernizzazione della città toscana. Realizzata per iniziativa del comune ad opera di un'azienda elettrica la rete vide un significativo ampliamento nel 1929 per poi essere pesantemente danneggiata dagli eventi bellici, al termine dei quali fu decisa la graduale trasformazione in rete filoviaria.

## Storia

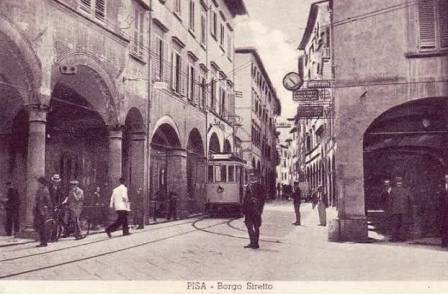
Borgo stretto, bivio per via Ulisse Dini

Con sedute del consiglio comunale di Pisa del 12 e 18 agosto 1909, l'amministrazione cittadina decise di avviare trattative per la concessione di un servizio di tram elettrici cittadini, che fu accordata alla Società Anonima Elettricità Toscana (SAET), filiale della tedesca Siemens-Halske che già curava la distribuzione di energia elettrica in città.
La provincia approvò dunque l'apposita integrazione alla convenzione in essere e il relativo capitolato tecnico e il giorno 11 giugno 1910 la stessa venne sottoscritta. In base a tale accordo la scadenza della concessione con la SAET per la distribuzione di energia elettrica fu unificata a quella per il servizio tranviario e prorogata fino al 1941, e il concessionario si impegnava alla realizzazione di due linee tranviarie.
L'autorizzazione alla costruzione ed esercizio della rete tranviaria, costituita da due linee destinate a congiungere la stazione ferroviaria principale con il Duomo e Porta a Piagge, fu sancita con Regio decreto n.1284 del 12 novembre 1911. I lavori erano nel frattempo iniziati il 6 maggio dello stesso anno e già il 19 gennaio 1912 si poté attuare il collaudo degli impianti.
Il servizio fu dunque avviato il 25 gennaio: alle 12 in punto il sindaco Francesco Buonamici montò sulla prima carrozza del tramvai elettrico, inaugurando ufficialmente un servizio che riscosse unanime successo e stimolando la definizione di piani di potenziamento che a causa della parentesi bellica furono momentaneamente accantonati. Con Deliberazione podestarile del 16 febbraio 1928 venne infine autorizzato l'ampliamento della rete, che vide dunque l'estensione delle linee 1 e 2 e la costruzione della nuova linea 3 La Cella-Porta a Lucca.

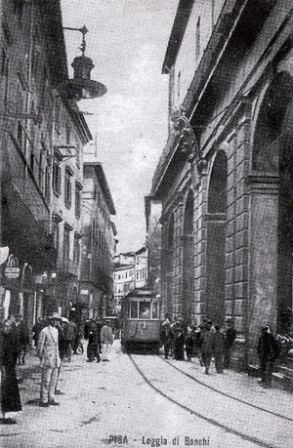
Pisa, Loggia Banchi

Nel 1930 la separazione del servizio tranviario da quello elettrico, nel frattempo passato alla SELT-Valdarno, portò allo scorporo della SAET che, con il nuovo nome di Società Tramvie Elettriche di Toscana (STET), divenne una controllata della SITA. Tre anni dopo, nel 1933, una variante della linea 3 comportò l'eliminazione del tratta piazza Ceci-San Bernardino, cui fu associato il prolungamento verso nord.
Il decennio 1933-1943 proseguì senza eventi di rilievo fino alle pesanti distruzioni indotte dai bombardamenti alleati durante la seconda guerra mondiale, che causarono gravissimi danni agli impianti e al materiale rotabile. Nonostante le sovvenzioni accordate alla STET la ricostruzione progredì lentamente finché con atto del 31 gennaio 1948 fu rescissa anticipatamente la convenzione con la stessa portando all'esercizio diretto da parte del Comune di Pisa attraverso la neocostituita Azienda Tranviaria Urbana Municipale (ATUM) che provvide a concludere la ricostruzione delle linee 1 e 2, quest'ultima accorciata grazie a un by pass realizzato lungo via Crispi.
La vetustà degli impianti e la volontà di attuare velocemente modifiche di tracciato, unita all'orientamento prevalente di quel periodo che non era favorevole ai sistemi su rotaia, portò alla decisione di sostituire le tranvia con una nuova rete filoviaria. Quest'ultima fu attivata gradualmente portando alla soppressione dell'ultimo tratto della linea tranviaria n. 3 nel luglio 1952.

## Caratteristiche
Il binario tranviario, a scartamento ordinario, era armato con rotaie Phoenix da 43,2 kg/m; la tensione di alimentazione risultava di 600 V, erogata da una sottostazione elettrica da 240 kW.
Il tracciato di entrambe le linee risultava piuttosto tortuoso e, stante la necessità di attraversare le strette strade del centro, le tratte erano prevalentemente a binario unico con raddoppi nei punti opportuni. La pendenza massima del 20 per mille era superata in prossimità delle rampe di accesso ai ponti, ove raggiungeva valori del 69 per mille. Il raggio minimo delle curve oscillava fra i 14 e i 17 metri.
Nel periodo seguente all'inaugurazione la frequenza della linea 1 era un tram ogni 10 minuti, mentre la linea 2 vedeva un passaggio ogni 15, con percorrenze rispettivamente di 11 e 13 minuti.

### La rete

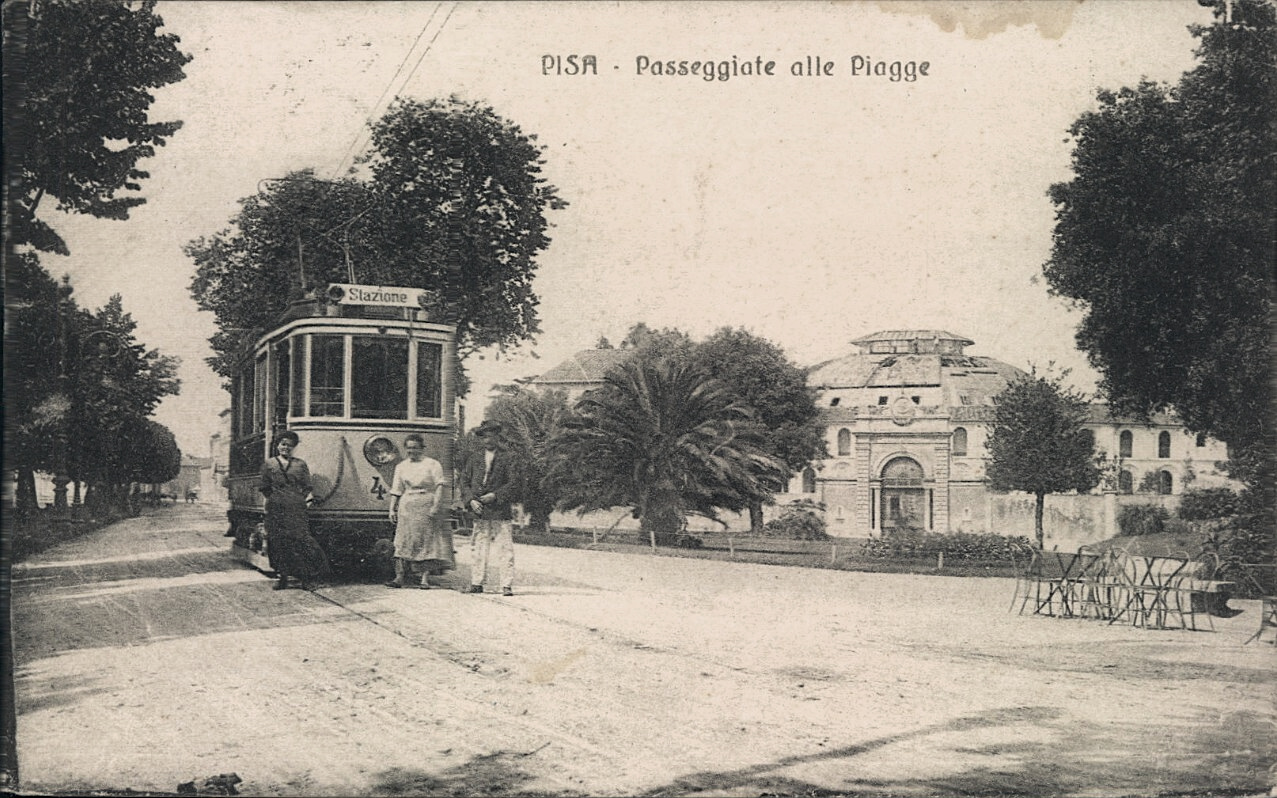
Linea 2, capolinea originario davanti al Politeama

I percorsi delle due linee erano i seguenti:
- Linea 1 - Stazione-Piazza Duomo. Dal piazzale antistante la stazione di Pisa Centrale il binario impegnava via Vittorio Emanuele (attuale corso Italia), superava l'Arno tramite il Ponte di Mezzo, seguiva il Borgo Stretto svoltando poi verso piazza dei Cavalieri; superata la piazza e impegnata la piazza del Duomo, i tram varcavano dunque la Porta Nuova in un'area in prossimità della stazione denominata San Rossore, per un totale di 2,127 km. Il tratto di prolungamento autorizzato nel 1928 oltrepassava via Risorgimento per raggiungere via Buonanno, portando la lunghezza complessiva della linea a 3,050 km.
- Linea 2 - Stazione-Porta a Piagge. Lasciata la stazione e raggiunta piazza Sant'Antonio veniva seguita via Fibonacci fino a piazza San Paolo a Ripa d'Arno; tale tratta fu sostituita nel dopoguerra dalla variante lungo via Solferino. Da qui il binario attraversava il fiume mediante il ponte Solferino, costeggiava ancora il fiume attraverso i lungarni Pacinotti e Mediceo per giungere infine, attraverso il viale Umberto I, al Politeama, per un totale di 3,1 km. I prolungamenti autorizzati nel 1928 portarono il binario da una parte fino a San Giusto e dall'altro a San Michele degli Scalzi, portando la linea a misurare 5,060 km.
- Linea 3 - La Cella-Porta a Lucca. Il percorso originario attivato nel 1928 lungo la direttrice via San Martino-Ponte di Mezzo fu ben presto oggetto di alcune modifiche: già nel 1930 il tratto da La Cella (presso la scomparsa Fornace Antonimi) e San Bernardino, che coesisteva con la tranvia per Pontedera fu soppresso; nel 1933 il successivo tratto fino a piazza Ceci fu sostituito da una variante che prolungava la linea da qui alle vie Fratti e Corridoni; si provvide inoltre a prolungare la stessa da Porta a Lucca fino all'area dell'Arena Garibaldi, allora in forte espansione edilizia, raggiungendo una lunghezza di 3,340 m.
- Tranvia Pisa-Marina di Pisa, fu sostituita nel 1932 dalla parallela ferrovia elettrica per Tirrenia e Livorno.
- Tranvia Pisa-Pontedera/Calci, linea extraurbana chiusa nel biennio 1951/53

## Materiale rotabile

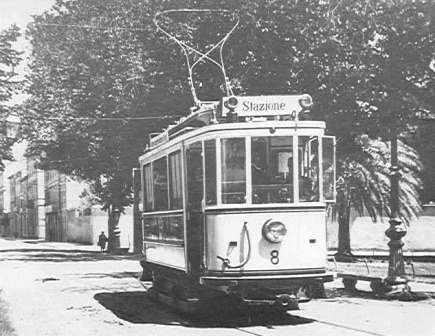
Pisa, vettura Siemens n.8

Per il servizio la SAET si dotò inizialmente di un parco di 8 elettromotrici realizzate dalla capogruppo Siemens-Halske e di 3 rimorchiate aperte del tipo "giardiniera". In seguito agli ampliamenti della rete attuati nel biennio 1928-29, la stessa società acquisì ulteriori 8 elettromotrici, di costruzione Ansaldo e di maggiore potenza rispetto alle precedenti, nonché 6 rimorchiate del tipo chiuso.
Il deposito officina per il ricovero del materiale si trovava in via Battisti, su un terreno di circa 600 m² ceduto alla SAET dal Comune di Pisa non distante da dall'area dove sorgeva il deposito delle tranvie a vapore per Marina di Pisa e Pontedera/Calci.

### Materiale motore - prospetto di sintesi
| Unità | Anni di acquisizione | Costruttore | Potenza | Note                                         |
| ----- | -------------------- | ----------- | ------- | -------------------------------------------- |
| 1÷8   | 1911-1912            | Siemens     | 29,5 kW | Fornitura completata da 6 rimorchiate chiuse |
| 9÷16  | 1928-1929            | Ansaldo     | 33 kW   | Fornitura completata da 3 rimorchiate aperte |

## Galleria d'immagini

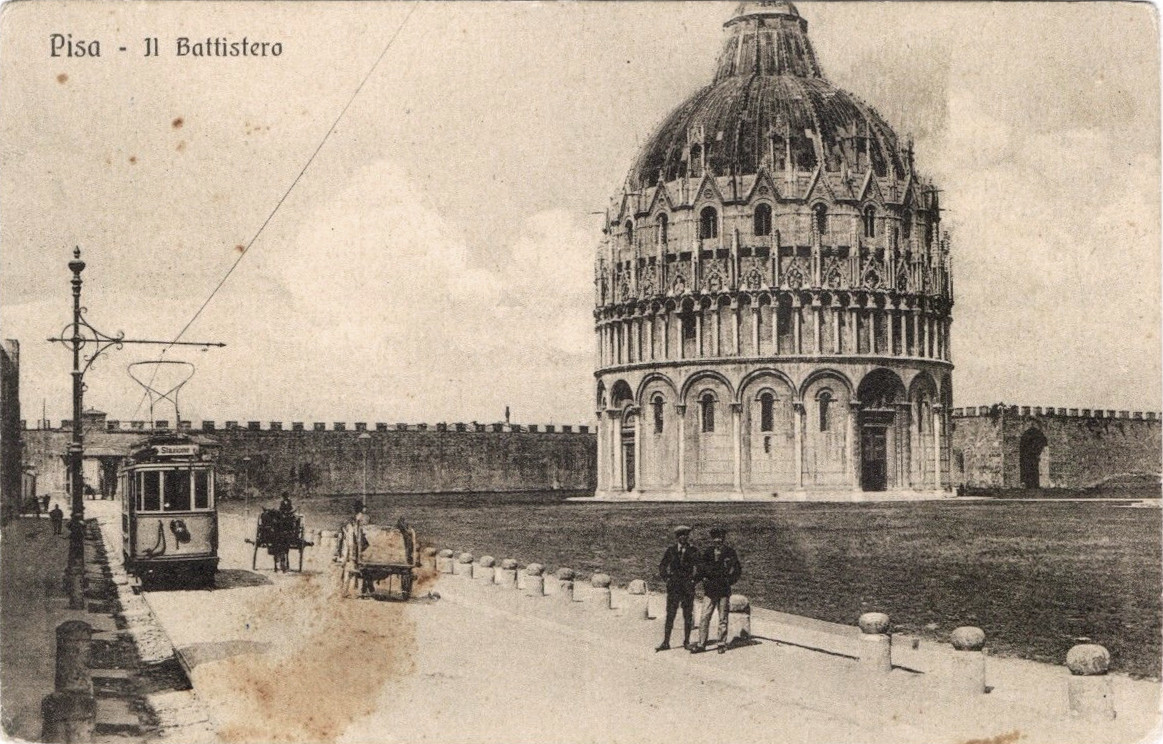
Tram davanti al Battistero
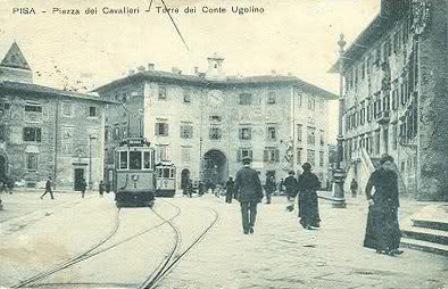
Incrocio in piazza dei Cavalieri
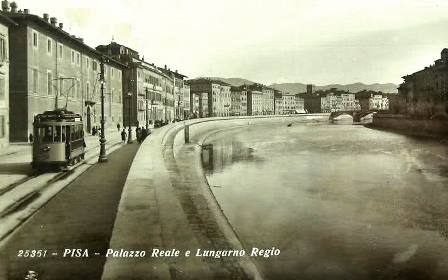
Tram sul lungarno
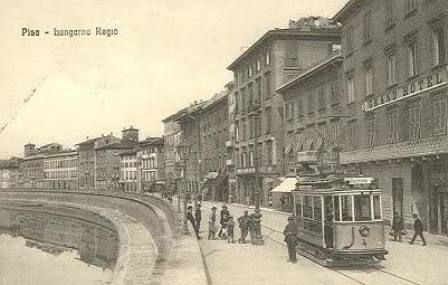
Tram sul Lungarno Regio
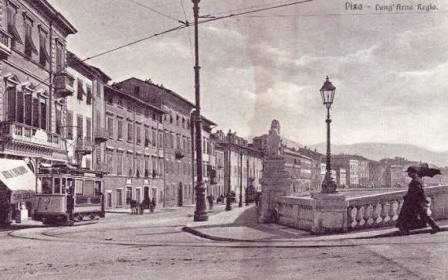
Lungarno Regio, linea 2
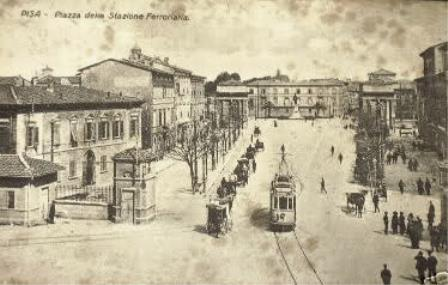
Piazza Vittorio Emanuele
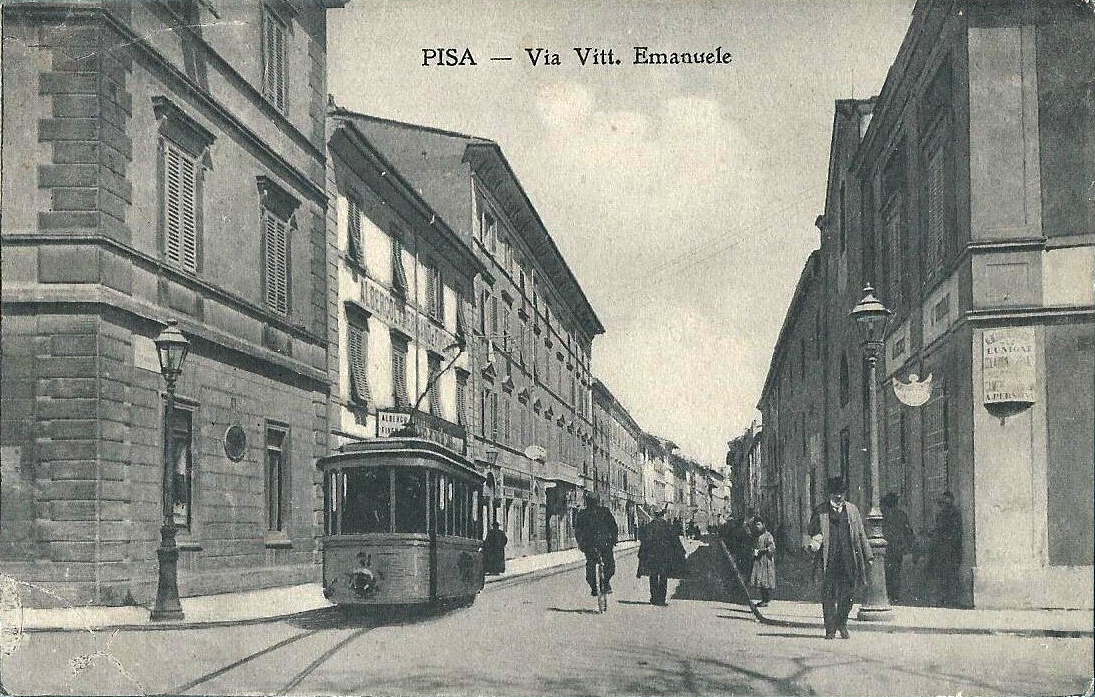
Corso Italia
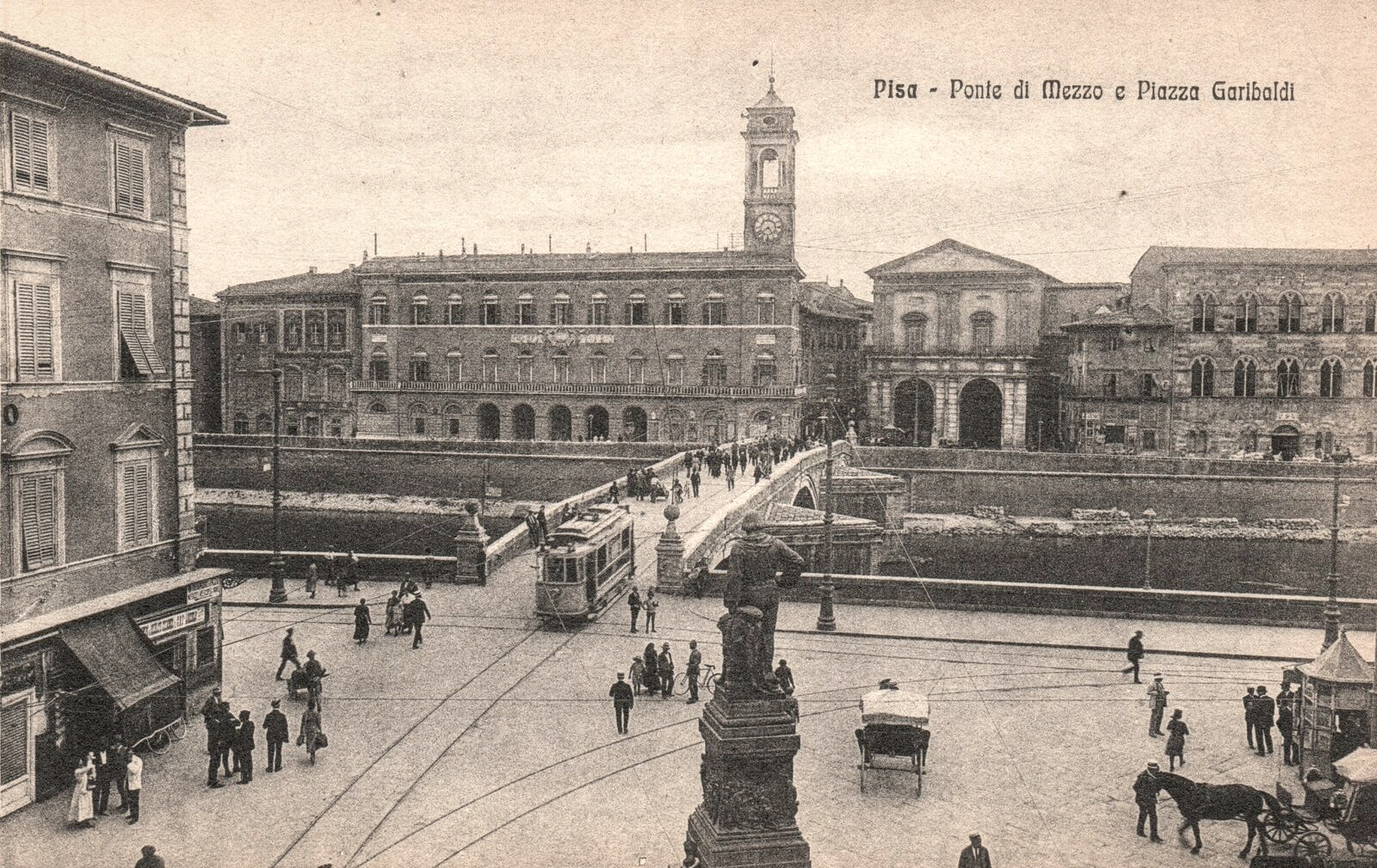
Ponte di Mezzo, tram verso la stazione
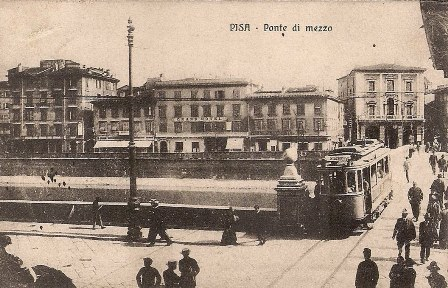
Disposizione dei binari in piazza Garibaldi
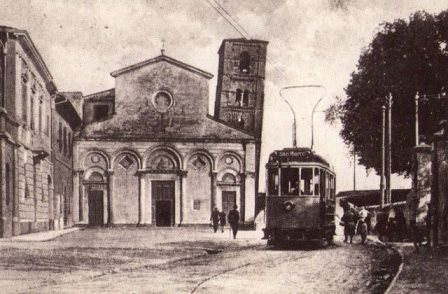
Capolinea di San Michele degli Scalzi
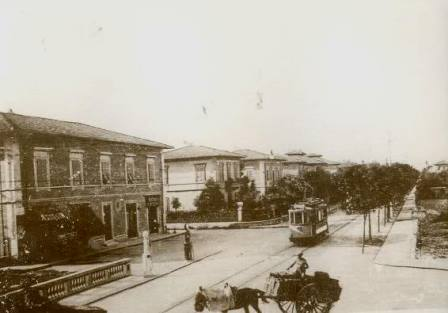
Tram in Viale Giovanni Pisano

## La rinascita
A partire dagli anni 2010 le varie amministrazioni comunali hanno iniziato a discutere sulla reintroduzione di un mezzo di trasporto vincolato, filobus, o tram che intercetti il volume di traffico dal centro al quartiere di Cisanello col suo ospedale.
Il 10 agosto 2020 il comune di Pisa approva il progetto di fattibilità per la realizzazione di una linea tranviaria di 4,4 km che collegherebbe la stazione centrale all'ospedale Cisanello. Il 15 gennaio 2021 il comune presenta il progetto al Ministero delle infrastrutture e dei trasporti per l'approvazione definitiva.
Nel 2022 iniziano i lavori propedeutici alla realizzazione della nuova rete tranviaria, il cui progetto definitivo è stato presentato l'11 marzo 2023 dal comune.
Nel 2024 è in considerazione l'allargamento della linea per raggiungere Piazza dei Miracoli, l'area del CNR di Pisa e il comune di San Giuliano Terme.
Il 22 febbraio 2025 il progetto della nuova tranvia è stato inviato al Ministero delle Infrastrutture e dei Trasporti (MIT).